# Tomoyuki Matsushita
Tomoyuki Matsushita (jap. 松下 知之, Matsushita Tomoyuki; * 1. August 2005 in Utsunomiya) ist ein japanischer Schwimmer. Er gewann 2024 eine olympische Silbermedaille.

## Karriere
Matsushita studierte 2024 an der Tōyō-Universität in Tokio. Er schwimmt für die Swin Utsunomiya Swimming School.
2022 bei den Panpazifischen Juniorenmeisterschaften gewann er die Silbermedaille über 200 Meter Lagen und Bronze über 100 Meter Schmetterling. Zwei weitere Bronzemedaillen erhielt er mit der 4-mal-200-Meter-Freistilstaffel und mit der 4-mal-100-Meter-Lagenstaffel. Eine Woche nach den Panpazifischen Juniorenmeisterschaften begannen die Juniorenweltmeisterschaften. Dort wurde er Zweiter über 200 Meter Lagen. 2023 bei den Juniorenweltmeisterschaften in Netanya wurde Matsushita über 200 Meter Lagen disqualifiziert. Über 400 Meter Lagen gewann er den Titel mit anderthalb Sekunden Vorsprung.
2024 konnte sich Matsushita bei den japanischen Trials über 400 Meter Lagen für die Olympiamannschaft qualifizieren, über 200 Meter Lagen wurde er Fünfter der Trials. Bei den Olympischen Spielen in Paris erreichte er die fünftschnellste Vorlaufzeit über 400 Meter Lagen. Im Finale siegte der Franzose Léon Marchand mit fast sechs Sekunden Vorsprung vor Matsushita, der seinerseits 0,04 Sekunden vor Carson Foster aus den Vereinigten Staaten anschlug.